# Мужужи
Мужужи (груз. მუჟუჟი) — грузинский холодец из свинины. Особенностью мужужи является то, что блюдо приготавливается из двух видов компонентов (с одной стороны, из ножек и хвостов, а с другой — из нежирного мяса поросёнка), которые обрабатываются несколько отличными друг от друга способами, после чего соединяются в одно блюдо уже в сваренном состоянии. Обе части мужужи слегка маринуются винным уксусом, настоянным на эстрагоне и базилике. Уксус должен составлять десятую часть от объёма отвара, которым заливается готовое мужужи. Блюдо подается холодным спустя сутки после приготовления с зелёным луком и пряной зеленью.

## Ингредиенты
- ноги, уши, хвосты
- свиное мясо
- лук репчатый
- морковь
- уксус винный (лучше настоянный на эстрагоне)
- перец душистый
- лавровый лист
- корица
- чеснок
- корни петрушки и сельдерея
- зелень